# Karmazynowiec zachodni
Karmazynowiec zachodni (Phoenicircus nigricollis) – gatunek średniej wielkości ptaka z rodziny bławatnikowatych (Cotingidae), zamieszkujący Amerykę Południową. Nie wyróżnia się podgatunków.
MorfologiaDługość ciała około 24 cm. Samce mniejsze od samic. Samiec czarny ze szkarłatnym wierzchem głowy, piersią, brzuchem oraz kuprem i ogonem. Ogon czarno zakończony. Samica matowobrązowa i czerwonawa.
Zasięg, środowiskoZachodnia i południowo-środkowa Amazonia. Pospolity w nizinnych, wilgotnych lasach.
ZachowanieSpotkać go można pojedynczo poniżej koron drzew, gdzie zrywa owoce. Wiadomo, że gromadzą się na tokowiskach, ale ich zwyczaje są jeszcze mało poznane. Łatwiej w lesie go usłyszeć niż zobaczyć; wydaje donośny głos przypominający krakanie kruka.
StatusMiędzynarodowa Unia Ochrony Przyrody (IUCN) uznaje karmazynowca zachodniego za gatunek najmniejszej troski (LC – least concern) nieprzerwanie od 1988 roku. Liczebność populacji nie została oszacowana, ale ptak ten opisywany jest jako rzadki i rozmieszczony plamowo. Trend liczebności populacji uznawany jest za spadkowy ze względu na wylesianie Amazonii.